# Amutat Hapoel Be'er Sheva FC
L'Amutat Hapoel Be'er Sheva FC (en hebreu: עמותת הפועל באר שבע, Amutat ha-Poel Beerxeva) és un club de futbol israelià de la ciutat de Beerxeba.

## Història
Va ser fundat l'any de la declaració d'independència d'Israel. El seu primer ascens a primera fou l'any 1965. Va viure la seva època daurada a mitjans dels 70. Va guanyar la lliga israeliana els anys 1974-75 i 1975-76. Els anys 80 i 90 no van ser tampoc dolents, arribant a la final de la copa el 1983-84, guanyant la copa Toto el 1988-89 i el 1995-96, i la copa de l'estat el 1996-97. A partir del 2015 van arribar de nou els èxits amb tres lligues consecutives.

## Palmarès
- Lliga israeliana de futbol (5): 1974-75, 1975-76, 2015-16, 2016-17, 2017-18
- Copa israeliana de futbol (2): 1996-97, 2019–20
- Copa Toto (3): 1988-89, 1995-96, 2016-17
- Supercopa israeliana de futbol (3): 1975, 2016, 2017

## Jugadors destacats
| - Elyaniv Barda - Yossi Benayoun - Ya'akov Cohen | - Alon Mizrahi - Óscar Garré - Chaswe Nsofwa | - Sead Halilović - Giovanni Rosso - Blessing Kaku |